# Hyères, França
Hyères, França, é uma foto em preto e branco tirada por Henri Cartier-Bresson em 1932. É uma das fotos que tirou no ano em que começou a fazer fotografia de forma mais profissional. Ele então tirou muitas fotos na França e em outros países, como Itália, Espanha, Marrocos e México, com sua câmera portátil Leica.
Cartier-Bresson voltou da África em 1931 e começou uma carreira profissional como fotógrafa no mesmo ano, tanto artisticamente quanto como fotojornalista. Ele estava de férias em Hyères, no sul da França, em 1932, quando tirou esta foto. Ele foi influenciado em seu senso de composição pela pintura cubista, em particular suas aulas com o pintor francês André Lhote, o surrealismo e o trabalho de colegas fotógrafos como André Kertész. 
Ele se posicionou no topo de uma escada com sua câmera e esperou que alguma atividade acontecesse. A foto de um homem andando casualmente de um ciclo tirada desse ponto de vista mostra intuição e espontaneidade. Essa imagem pode ser vista em relação ao conceito de “explosivo fixo”, descrito por Clément Chéroux como “o estado de algo simultaneamente em movimento e em repouso. . . Cartier-Bresson amava o movimento que colocava as linhas em movimento e energizava composições. Ele frequentemente introduzia temas móveis em suas composições. . . Ao pressionar o disparador de sua Leica, ele parava o movimento, mas ao mesmo tempo conseguia produzir imagens que, por meio de seu enquadramento, composição e ritmo, ainda preservavam o dinamismo da ação. Segundo o princípio da síntese dialética, eles estão, portanto, ao mesmo tempo em movimento e em repouso: explosivos fixos." 
Esse propósito pode ser notado nesta foto, a combinação de elementos arquitetônicos sugerindo movimento com espirais e curvas, levando à imagem borrada do homem em movimento na bicicleta.
Existem impressões desta foto em várias coleções públicas, incluindo a Fundação Henri Cartier-Bresson, em Paris, Tate Modern, em Londres, o Museu de Arte Moderna, em Nova York, o Metropolitan Museum of Art, em Nova York, o Art Institute of Chicago e o Museum of Fine Arts, em Houston. 